# Паркер, Роберт (историк)
Роберт Паркер (англ. Robert C. T. Parker; род. 19 октября 1950) — британский историк-эллинист. Доктор философии. Именной профессор Оксфорда (с 1996 года), член Британской академии (1998).
Выпускник оксфордского Нью-колледжа.
Магистр искусств.
Был тьютором древнегреческого и латинского языков и литературы в Ориель-колледже (1976—1996).
C 1996 года Оксфордского университета профессор им. Уайкхема по античной истории, одновременно член-профессор Нью-колледжа. Читает лекции и супервайзер по древнегреческой истории, религии и эпиграфике.
Преподавал в Корнелле (2008). В 2012/2013 учебном году приглашённый профессор имени Сейдера в Калифорнийском университете в Беркли.
Высоко оценивал его Ян Бреммер.
Соредактор (с Джоном Ма) и автор введения Interpreting the Athenian Empire (Duckworth, 2009).